# Dvesha
Dvesha (Sanskrit: द्वेष, IAST: dveṣa; en pali: 𑀤𑁄𑀲, romanizado: dosa; Tibetan: zhe sdang) en el hinduismo y en el budismo es una de las cinco causas del sufrimiento o klesas. 
Se traduce como aversión, odio, repulsión u hostilidad.
En el Yoga sutra (2:8), Patañjali lo define de esta manera: «La aversión (el dvesha) es aquello que se basa en experiencias dolorosas». Así, dvesha es todo aquello que representa un rechazo debido al sentimiento de infelicidad, disgusto, sufrimiento o dolor que representa. Por tanto, es origen de duḥkha. De esta manera, dvesha se considera opuesto al placer (tanto como sukha y como kāma). Sin embargo, el opuesto más claro es raga, que se puede traducir como apego. Incluso, dvesha se podría definir como «rechazo», que es precisamente antónimo a «apego».
Dvesha está simbólicamente presente como la serpiente en el centro de los dibujos tibetanos del bhavacakra.
Desde un aspecto psicológico, dvesha puede ser conceptualizado como una respuesta emocional que influye negativamente en la percepción de los experiencias. Esta tendencia, provoca una polarización que tiende a etiquetar las experiencias como «buenas» o «malas». De esta forma, se puede caer en la falacia de pensar que todo lo que es opuesto a lo odiado, será agradable (aunque no haya existido experiencia de ello).